# 파나요트 파노
파나요트 파노(알바니아어: Panajot Pano, 1939년 3월 7일 ~ 2010년 1월 19일)는 알바니아의 전직 축구 선수이다. 그리스계 알바니아인이며 그리스어 이름은 파나요티스 파누(그리스어: Παναγιώτης Πάνου, Panagiotis Panou)이다.
SK 티라나에서 골키퍼로 선수 생활을 시작했으나 파르티자니 티라나로 팀을 옮기면서 중앙 공격수로 포지션을 바꾸었다. 파르티자니 타라나 소속으로 뛰는 동안 팀의 알바니아 수페르리가 4회 우승과 알바니아 컵 5회 우승에 공헌했고 1970년에는 팀의 발칸컵 우승에 공헌했다. 알바니아 축구 국가대표팀에서 24경기에 출전하는 동안 3득점을 기록했다.
2003년 알바니아 축구 협회로부터 UEFA 주빌리 어워드 수상자로 선정되었다. 2010년 1월 19일 미국 플로리다주 잭슨빌에서 심장 발작으로 사망했다.